# Zinnia angustifolia
Zinnia angustifolia es una especie de zinnia nativa de México.

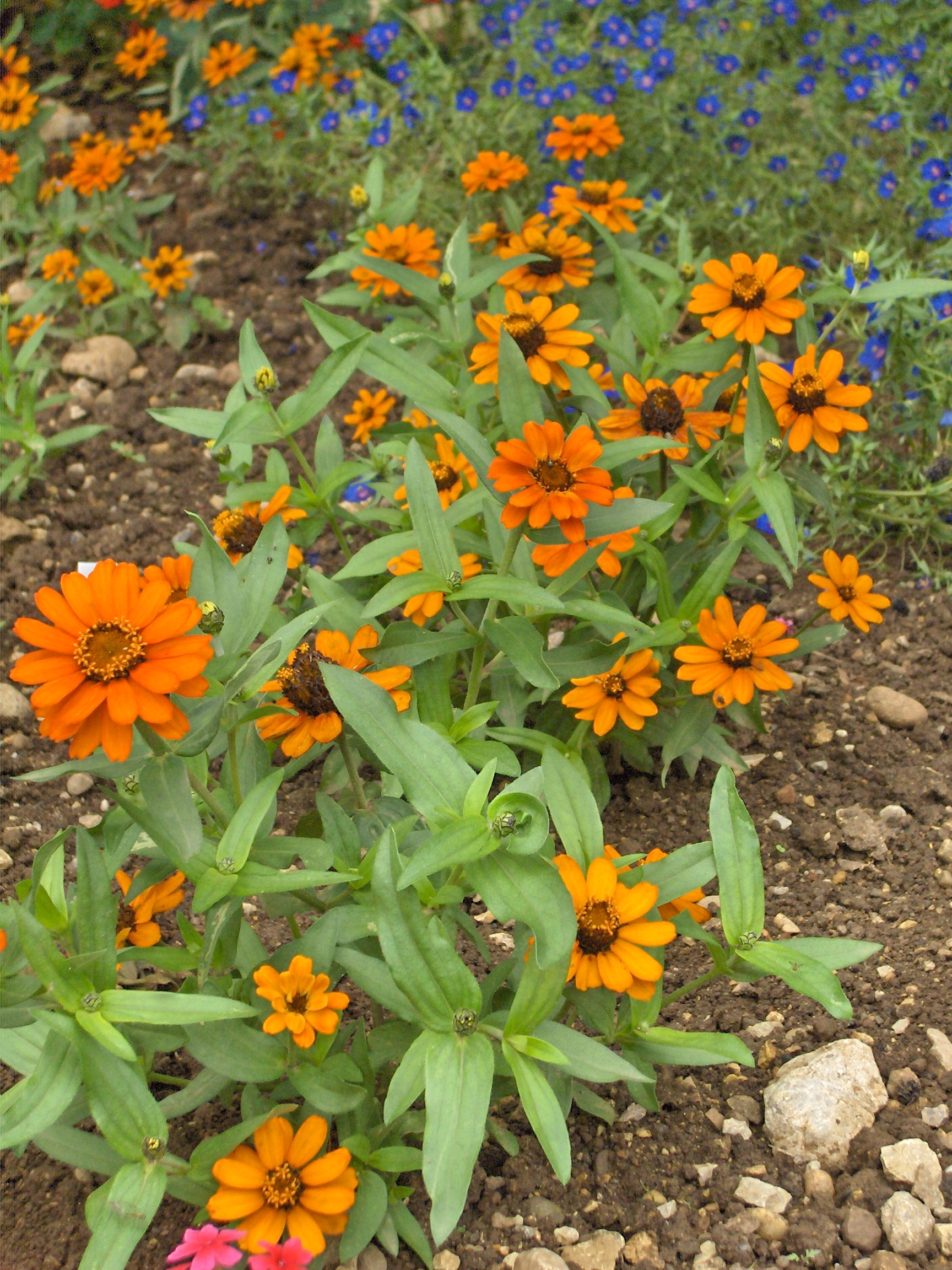
Zinnia angustifolia Profusion Orage, un cultivar de la serie Profusion.